# الإكليل الجنوبي (كوكبة)
كوكبة الإكليل الجنوبي (بالإنجليزية: The Southern Crown)‏؛ وباللاتينية: Corona Australis بمعنى (التاج الجنوبي).

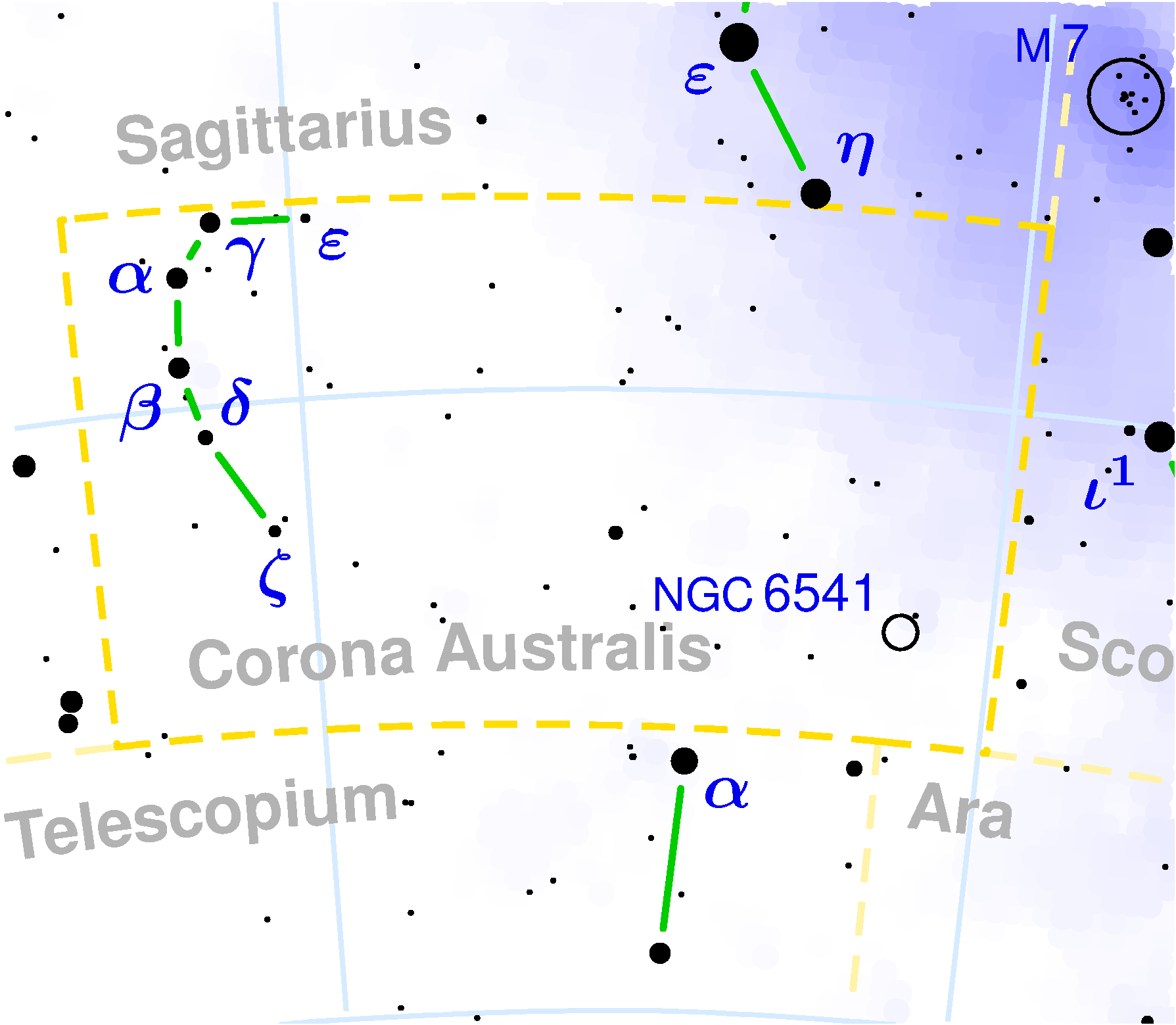
الإكليل الجنوبي / Corona Australis

و هو من أبراج النصف الجنوبي للكرة الأرضية. وهي النظير الجنوبي للتاج الشمالي الإكليل الشمالي وهي واحدة من بين 48 كوكبة التي تم إدراجها من قِبل عالم الفلك الشهير بطليموس من القرن الثاني وهي ولا تزال واحدة من 88 كوكبة حديثة وأفضل الأوقات لرؤيتها هو في شهر آب.
رأى الإغريق الإكليل الجنوبي كما اكليلا من الزهور بدلا من التاج ويرتبط مع القوس أو قنطورس. وشبّهت ثقافات أخرى هذا النمط بسلحفاة أو عُش نعام أو خيمة أو حتى كوخ ينتمي إلى الوبر الصخري
و من أهم التجمعات النجمية في برج الإكليل الجنوبي هو التجمع النجمي NGC 6541.
و أما أهم النجوم في برج الإكليل الجنوبي هو النجم ألفا الإكليل ألفا الإكليل الجنوبي.
و على الرغم من أنه أضعف من نظيره الشمالي، إلا أن النمط البيضاوي أو حدوة الحصان لنجومه الأكثر سطوعاً يجعله مميزاً.
و يعتبر النجمين ألفا الإكليل الجنوبي و بيتا الإكليل الجنوبي ألمع نجومها بقدر ظاهري يصل لـ 4.1 ويليهما إبسيلون الإكليل الجنوبي والذي هو عبارة عن نجم متغير والذي يصل قدره من 4.74 إلى 5.0 وكذلك W Ursae Majoris variable
و الذي يقع بجانب مجرتنا درب التبانة والتي تحتوي على واحدة من اقرب مناطق تكوّن النجوم لنظامنا الشمسي ألو اسمه "Corona Australis Molecular Cloud" وهو عبارة عن سديم مظلم يبعد عن كوكب الأرض بجوالي 430 سنة ضوئية وبداخلها نجوم في المراحل الأولى من عمرها. ويضيئا النجمان المتغيران R و TY Coronae Australia أجزاءً من السديم، والتي يختلف في سطوعهما وفقاً لذلك.

## الاسم
تم إدخال اسم الكوكبة باسم (Corona Australis) عندما تم إنشاء الاتحاد الفلكي الدولي (IAU) للأبراج الحديثة البالغ عددها 88 في عام 1922  وفي عام 1932 تم تسجيل الاسم بدلاً من ذلك باسم "Corona Austrina"
عندما وافقت لجنة التدوين على قائمة من الاختصارات المكونة من أربعة أحرف للأبراج، وتم إلغاء الاختصارات المكونة من أربعة أحرف في عام 1955. وحالياً يستخدم الاتحاد الفلكي الدولي الاسم "Corona Australis"

## تاريخ إكتشافها
قد يكون قد تم تسجيل كوكبة الإكليل الجنوبي (Corona Australis) من قِبل بلاد مابين النهرين القدماء (العراق حديثاً) في MUL.APIN (هو العنوان التقليدي الذي يُعطى للخلاصة البابلية التي تتناول العديد من الجوانب المتنوعة لعلم الفلك وتنجيم البابليين)، ككوكبة تُسمى MA.GUR («اللحاء»).
و مع ذلك فإن هذه الكوكبة، المجاورة لكوكبة السمكة الشبح (كوكبة الجدي حديثاً)، ربما كانت بدلاً من القوس الجنوبي كجزء من السماء الجنوبية، واحداً من خمسة عشر «نجوم إنكي».[بحاجة لمصدر]
و في القرن الثالث قبل الميلاد، كتب الشاعر الإغريقي أراطوس عن الكوكبة ولكنه لم يسميه، [بحاجة لمصدر] وبدلاً من ذلك أطلق على الكوكبة Στεφάνοι (ستيفانوي).
و وصف عالم الفلك اليوناني بطليموس الكوكبة في القرن الثاني بعد الميلاد، على الرغم من إدراج ألفا المرقب (Alpha Telescopii)، الذي تم نقله منذ ذلك الحين إلى كوكبة المرقب (Telescopium).[بحاجة لمصدر] وتم نسب 13 نجمة إلى الكوكبة.[بحاجة لمصدر]
و أطلق عليها اسم Στεφάνος νοτιος (ستيفانوس نوتيوس)، «إكليل الجنوب»، بينما ربطها مؤلفون آخرون إما بالقوس (سقط عن رأسه) أو قنطورس.
و بالمثل أطلق الرومان على إكليل الجنوب لقب «التاج الذهبي للقوس». كانت تُعرف باسم Parvum Coelum («كانوبي»، «ليتل سكاي») في القرن الخامس.
و أطلق عليها عالم الفلك الفرنسي في القرن الثامن عشر جيروم لالاند اسم سيرتوم أوسترال («جارلاند الجنوبية»)[بحاجة لمصدر]
بينما أطلق عليها الشاعر والمؤلف الألماني فيليبس كايسيوس اسم كورولا («ليتل كراون») أو سبيرا أوستراليس («التاج الصغير»). «الملف الجنوبي»)، وربطها بإكليل الحياة الأبدية من العهد الجديد. وربطها رسام الخرائط السماوي (يوليوس شيلر) من القرن السابع عشر بإكليل سليمان.
و في بعض الأحيان، لم يكن إكليل الجنوب (Corona Australis) هو إكليل القوس بل كان سهاماً في يده.

## صفاتها
كوكبة الإكليل الجنوبي Corona) Australis)هي كوكبة صغيرة حيث يحدها كوكبة القوس من الشمال، وكوكبة العقرب من الغرب، وكوكبة المرقب من الجنوب، وكوكبة المجمرة من الجنوب الغربي.
الإختصار المكون من ثلاثة أحرف للكوكبة، كما اعتمده الاتحاد الفلكي الدولي في عام 1922، هو "CrA". وتم تحديد حدود الكوكبة الرسمية، كما حددها عالم الفلك البلجيكي يوجين جوزف ديلبورت في عام 1930، بواسطة مضلع مكون من أربعة أجزاء (موضحة في صندوق المعلومات)
و يمكن رؤية الإكليل الجنوبي (Corona Australis) من الجزر البريطانية لأنها تقع في أقصى الجنوب، ولكن يمكن رؤيتها من جنوب أوروبا وبسهولة من جنوب الولايات المتحدة وسط وجنوب آسيا الشرق الأوسط وأفريقيا.

## أساطير وخرافات
أرتبط الإكليل الجنوبي بأسطورة باخوس (إله الخمر عند الإغريق) وستيمولا (إحدى شخصيات المثلوجيا الإغريقية)، حيث كان جوبيتر قد يشرب مع ستيمولا، مما تسبب في شعور جونو (أخت وزوجة جوبيتر) بالغيرة وأقنعت من ستيمولا بأن تطلب من المشتري الظهور في هيئته الإلهية الحقيقية الكاملة، والتي لم تستطع المرأة الفانية تحمّل رؤيته وخرج برق ضربها وهي حامل بإبنها باخوس، مما تسبب في حرقها وماتت ولكن بقى باخوس حي وبعد أن أصبح باخوس طفل ستيمولا الذي لم يولد بعد، بالغاً وإله النبيذ، كرم والدته المتوفاة بوضع إكليل من الزهور في السماء.
في علم الفلك الصيني، تقع نجوم الإكليل الجنوبي داخل السلحفاة السوداء في الشمال أو كما تُدعى (北方 玄武 ، Běi Fāng Xuán Wǔ). وكانت الكوكبة نفسها تُعرف بأسم ti'en pieh ("السلاحف السماوية") وخلال فترة زو الغربية، كانت بداية فصل الشتاء، ومع ذلك، فإن الإستباقية بمرور الوقت تعني أن "النهر السماوي" (مجرة درب التبانة) أصبح العلامة الأكثر دقة للصينيين القدماء، وبالتالي حل محل السلحفاة في هذا الدور، تشمل الأسماء العربية لـ الإكليل الجنوبي الصبة "السلحفاة" أو الصبا "الخيمة" أو عدى النعام "عش النعام، أطلق عليه لاحقاً اسم الإكليل الجنوبي، الذي ترجمه المؤلفون الأوروبيون تشيلميد وريتشيولي وقيزيوس إلى الإكليل الجنوبي، والكليل الجنوبي، والعادل الجنوبي على التوالي.
و عرف شعب جنوب إفريقيا الكوكبة بأسم ≠ nabbe ta! nu «منزل الفروع» - مملوك في الأصل من قِبل حيوان الوبر الصخري، ورؤيتهم لنمط النجوم الذي يصور أشخاصاً يجلسون في نصف دائرة حول النار.
و رأى سكان بورونغ الأصليون في شمال غرب فكتوريا أنها وون، مرتدة ألقى بها توتيارغيل (ألتير). ورأى شعب أراندا في وسط أستراليا أن الإكليل الجنوبي هو رجل بارد يحمل طفلاً، تم إسقاطه عن طريق الخطأ على الأرض من قِبل مجموعة من نساء السماء يرقصن في درب التبانة، أدى تأثير Coolamon (وعاء كان يتم إستعماله في حمل الأغراض وجمع الفواكه وكذلك لتهدئة الأطفال)
و رأى سكان جزر مضيق توريس الإكليل الجنوبي كجزء من كوكبة أكبر تشمل جزءاً من القوس وطرف ذيل العقرب، وكانا الثريا والجبار مرتبطين أيضاً، كانت هذه الكوكبة عبارة عن زورق تاجاي على متنه أفراد من الثريا، يُطلق عليهم اسم Usiam ، والجبار كان يسمى Seg.
و تقول الأسطورة تاجاي أنه كان مسؤولاً عن هذا الزورق، لكن طاقمه إستهلك كل الإمدادات الموجودة على متنه دون طلب الإذن، مما أغضب تاجاي من أوسيام وأتى بحبل وربطهما بجانب القارب، ثم ألقاهما في البحر، ويمثل ذيل العقرب سمكة مصاصة، بينما تمثل نجمتا الإكليل الجنوبي إيتا ساجيتاري وثيتا ساجيتاري قاع الزورق، في جزيرة فوتونا، وكان يُطلق على شخصية الإكليل الجنوبي Tanuma وفي Tuamotus ، كانت يسمى بـ Na Kaua-ki-Tonga.